# بحيرة زيسان
بحيرة زيسان أو زايسان، هي بحيرة مياه عذبة في منطقة تارباغاتاي، منطقة شرق كازاخستان تقع في دولة كازاخستان. إنها أكبر بحيرة في المنطقة. يتم تجميد البحيرة بشكل عام من بداية نوفمبر وحتى نهاية أبريل، ولكن لا يزال لديها وفرة من الأسماك.

## الجغرافيا
البحيرة تقع على ارتفاع 420 م (1,380 قدم)، في جوف بين جبال ألتاي وجبال تارباجاتاي. إنها 105 كـم (65 ميل) بعرض تقريبي يتراوح بين 22 كـم (14 ميل) و 48 كـم (30 ميل). النهر الرئيسي الذي يتدفق فيه هو كارا إرتيش (بلاك إرتيش) وكينديرليك من الشرق. منفذها الوحيد هو نهر إرتيش، أو نهر إرتيش.
منذ بناء سد بُخترمة على نهر إرتيش في اتجاه مجرى نهر زيسان، ارتفعت البحيرة حوالي 6 م (20 قدم) فوق مستواه الطبيعي. نتيجة لذلك، تضاعفت مساحة البحيرة (بشكل أساسي) من حوالي 1800 كيلومتر مربع إلى 3500 كيلومتر مربع  (أو حتى 5000 كيلومتر مربع)؛  وهكذا ، في بعض المصادر، يشار إلى البحيرة كجزء من خزان اصطناعي.  توجد خزانات من صنع الإنسان بكثرة فوق جزء كبير من المنطقة المحيطة.
غالبًا ما تُعتبر بحيرة بايكال أقدم بحيرة في العالم ، حيث تشير الدلائل الواضحة إلى أن عمرها يتراوح بين 25 و 30 مليون سنة.   ومع ذلك ، قد تكون بحيرة زيسان أقدم ، وربما يرجع تاريخها إلى العصر الطباشيري ، ويبلغ عمرها المحتمل أكثر من 66 مليون سنة  (على الأرجح حوالي 70 مليون سنة  ) العمر الدقيق قابل للنقاش، ومُحاط ببعض عدم اليقين.  ثبت أنه من الصعب العثور على مؤشر واضح لعمر بحيرة زيسان ، على الرغم من إجراء بعض الدراسات الجيولوجية لحوض زيسان.  يبدو أن التحليل الجيولوجي الحديث للحقل بأكمله يدعم عمرًا استثنائيًا لبحيرة زيسان.  

## التاريخ

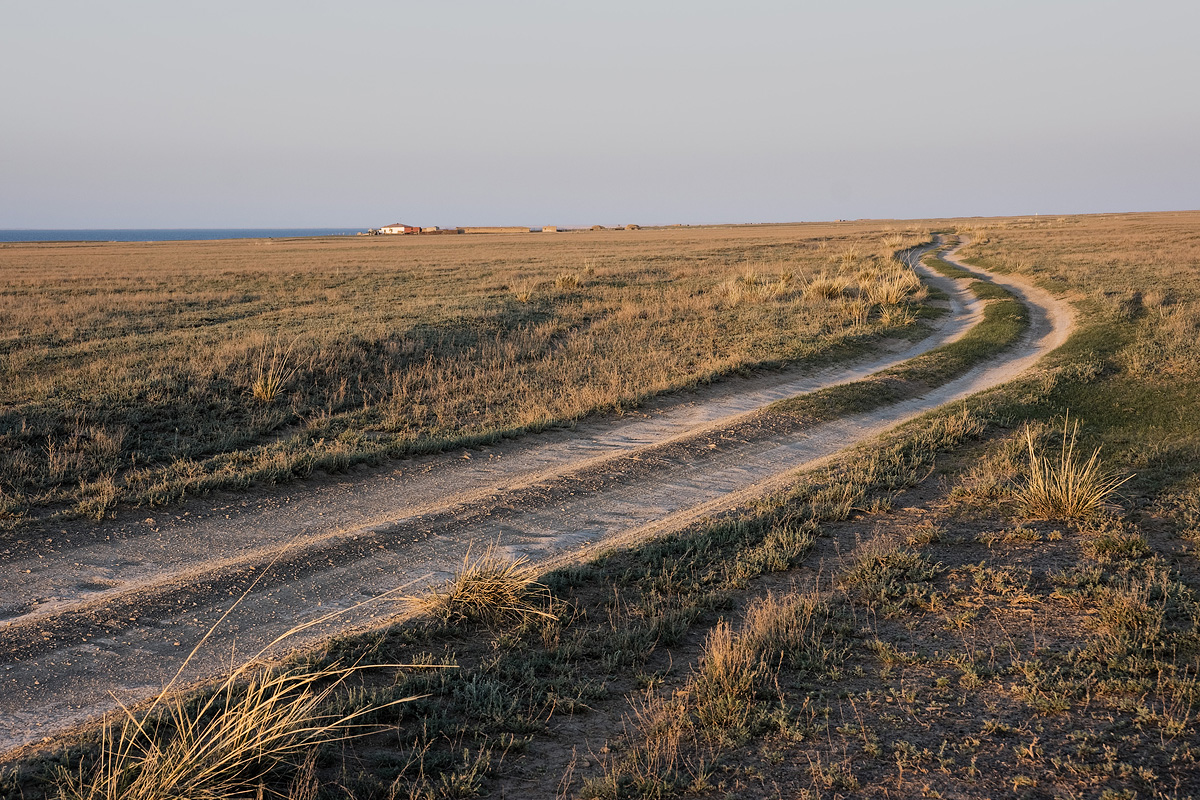
طريق قرب ساحل بحيرة زيسان

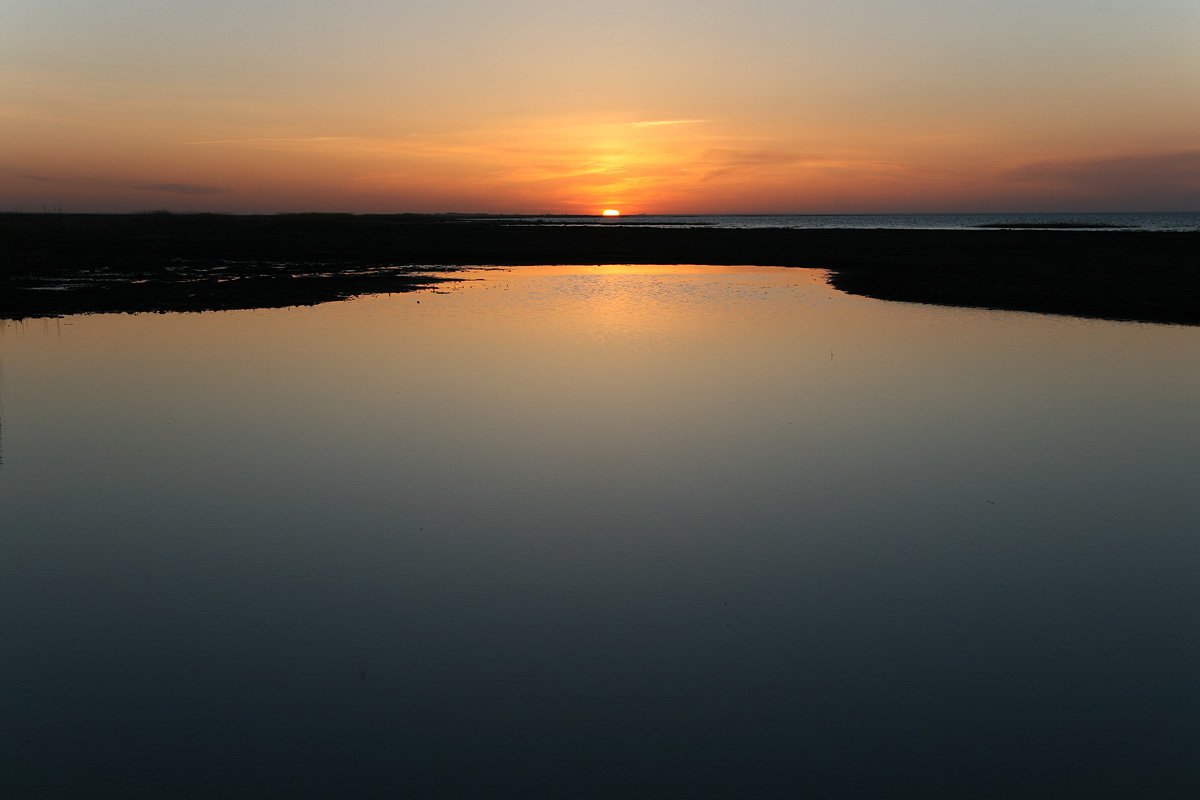
بحيرة زيسان

في القرن الثالث قبل الميلاد، حددت البحيرة الحدود الوعرة بين قبائل اتحاد شيوجنو ويوزي. في وقت لاحق، في أوائل القرن الثاني ، نجح شيونجو في الاستيلاء على جزء كبير من المنطقة من سيطرة يوزي. خلال حروب هان-شيونجو، كانت بحيرة زيسان و إيرتيش نقطة خلاف بين أسرة هان الصينية و شيونجو، مع حملة ملحوظة في المنطقة قام بها الجنرال هيو قيوبنغ.
منذ أوائل القرن الرابع، خضعت بحيرة زيسان ونهر إرتيش على جانبيها لسيطرة ثلاث إمبراطوريات تركية متعاقبة. : خاقانية روران أول خاقانات تركية، و خاقانات تركية ثانية. بعد إعادة تشكيل الدولة البدوية من قبل جوكترك في القرن الخامس عشر وتقسيمهم اللاحق إلى نصفين شرقي وغربي، تم غزو بحيرة زيسان من قبل أسرة تانغ الصينية في حوالي عام 600 خلال معركة نهر إرتيش.
بعد خسارة ممتلكات تانغ الشمالية، أصبحت البحيرة تحكمها قبائل بدوية مختلفة من كارلوكس و الأويرات خلال فترة القرون الوسطى من 700 إلى 1000. قوتان رئيسيتان سيطرتان على المنطقة من 1000s إلى 1215 كانت قره خانيد و قره خاتاي، وتم تجاوز الأخيرة من قبل المغول في عام 1216. من هناك، انتقلت بحيرة زيسان إلى حيازة المغول. عندما كانت الإمبراطورية موحدة، كانت البحيرة بمثابة نقطة طريق لبعثات المغول الكبيرة إلى وسط وغرب آسيا من منغوليا، مثل تلك التي قام بها جنكيز خان (1224) وهولاكو خان (1251).
استمرت إدارة المنطقة تحت حكم أسرة يوان، قبل أن يتم تقسيمها فيما بعد بين القوى البدوية المحلية. أطلق تيمورلنك رحلة استكشافية عسكرية إلى البحيرة وإيرتيش الأسود في عام 1391 لملاحقة مغول خان قمر الدين دوغلات.
كان أول روسي وصل إلى المنطقة هو إيفان بوكولتس الذي صعد إلى إرتيش لبناء حصن والبحث عن الذهب. في عام 1715 تم إعادته إلى أسفل النهر من قبل الأويرات الذين أسسوا خانية زونغار في المنطقة.
احتلت إمبراطورية تشينغ الصينية ولاية زونغار في خمسينيات القرن الثامن عشر. أدى ذلك إلى زيادة اهتمام السلطات الروسية بأراضيها الحدودية في عام 1756، اقترح حاكم أورينبورغ إيفان نيبلييف ضم منطقة بحيرة زيسان، لكن النجاحات الصينية أحبطت هذا المشروع.  أثيرت مخاوف في روسيا (1759) حول الاحتمال (النظري) لأسطول صيني يبحر من بحيرة زيسان أسفل نهر إرتيش إلى غرب سيبيريا. زارت بعثة روسية بحيرة زيسان في عام 1764 ، وخلصت إلى أن مثل هذا الغزو النهري لن يكون محتملًا. ومع ذلك تم إنشاء سلسلة من الأوتاد الروسية على نهر بوختارما شمال بحيرة زيسان.  وهكذا أصبحت الحدود بين الإمبراطوريتين في حوض إرتيش محددة بشكل تقريبي مع وجود سلسلة (متفرقة) من نقاط الحراسة على كلا الجانبين.
وصف تقرير أبراموف (1865) الوضع على جزيرة زيسان في منتصف القرن التاسع عشر. على الرغم من الاعتراف بمنطقة زيسان من قبل الطرفين كجزء من إمبراطورية تشينغ، فقد تم استخدامها سنويًا من قبل رحلات الصيد التي يرسلها مضيف القوزاق السيبيري. بدأت هذه الرحلات الصيفية في عام 1803 ، وفي 1822-1825 تم توسيع مداها عبر بحيرة زيسان بأكملها وحتى مصب نهر إرتيش الأسود. خلال منتصف القرن التاسع عشر ، كان وجود تشينغ في الجزء العلوي من إرتيش مقصورًا في الغالب على الزيارة السنوية لسفينة تشينغ من تشوجوتشاك إلى إحدى محطات صيد القوزاق (باتافسكي بيكيت). 
تم إنشاء الحدود بين الإمبراطوريتين الروسية وكينغ في حوض إرتيش على طول الخط الذي يشبه إلى حد كبير حدود الصين الحديثة مع روسيا وكازاخستان بموجب اتفاقية بكين لعام 1860.  تم رسم خط الحدود الفعلي وفقًا للاتفاقية بواسطة بروتوكول تاتشنغ (1864) تاركًا بحيرة زيسان على الجانب الروسي.   انهار الوجود العسكري لإمبراطورية تشينغ في حوض إرتيش خلال ثورة دونغان (1862-1877). بعد سقوط التمرد واستعادة زو زونغ تانغ لشينجيانغ ، تم تعديل الحدود بين الإمبراطوريتين الروسية وتشينغ في حوض إرتيش بشكل طفيف، لصالح روسيا، بموجب معاهدة سانت بطرسبرغ (1881).